# Bokermannohyla diamantina
Bokermannohyla diamantina es una especie de anfibios de la familia Hylidae. Es endémica de Brasil.